# Peter J. Denning
Peter James Denning (ur. 6 stycznia 1942 w Nowym Jorku) – amerykański informatyk i pisarz.
Ukończył Massachusetts Institute of Technology, obecnie jest profesorem Naval Postgraduate School.
Najbardziej znany jest z pionierskiej pracy o pamięci wirtualnej, zwłaszcza z wynalezienia koncepcji working-set model dla zachowania programu, który rozwiązał problem thrashowania (ang. thrashing) w systemach operacyjnych i stał się standardem odniesienia dla wszystkich zasad zarządzania pamięcią. Jest także znany ze swoich badań nad budową systemów operacyjnych, nad analizą operacyjną, kolejkowaniem systemów sieciowych, oraz z projektowania i implementacji CSNET oraz biblioteki cyfrową ACM, a także z książek Great Principles of Computing oraz The Innovator’s Way. Denning urodził się 6 stycznia 1942 w Queens a dorastał w Darien.